# Kurtalan
Kurtalan (Misirc en kurde) est une ville et un district de la province de Siirt dans la région de l'Anatolie du sud-est en Turquie.